# Zincohögbomita-2N6S
La zincohögbomita-2N6S és un mineral de la classe dels òxids, que pertany al grup de la högbomita. És anomenada d'aquesta manera per tenir el zinc com a mineral dominant i 2N6S com a membre de la sèrie polsomàtica del grup de la högbomita. Originalment va ser anomenada com zincohögbomita-16H.

## Característiques
La zincohögbomita-2N6S és un òxid de fórmula química [(Zn,Mg)₇(Al,Fe3+,Ti)16O31(OH)]₂. Cristal·litza en el sistema hexagonal.
Segons la classificació de Nickel-Strunz, la zincohögbomita-2N6S pertany a «04.CB: Òxids amb proporció metall:oxigen = 2:3, 3:5, i similars, amb cations de mida mitja» juntament amb els següents minerals: brizziïta, corindó, ecandrewsita, eskolaïta, geikielita, hematites, ilmenita, karelianita, melanostibita, pirofanita, akimotoïta, auroantimonita, romanita, tistarita, avicennita, bixbyita, armalcolita, pseudobrookita, mongshanita, zincohögbomita-2N2S, magnesiohögbomita-6N6S, magnesiohögbomita-2N3S, magnesiohögbomita-2N2S, ferrohögbomita-6N12S, pseudorútil, kleberita, berdesinskiita, oxivanita, olkhonskita, schreyerita, kamiokita, nolanita, rinmanita, iseïta, majindeïta, claudetita, estibioclaudetita, arsenolita, senarmontita, valentinita, bismita, esferobismoïta, sil·lenita, kyzylkumita i tietaiyangita.

## Formació i jaciments
Va ser descoberta a Nejílovo, Veles, a Macedònia del Nord. També ha estat descrita al comtat de Brunswick, a l'estat de Virgínia, als Estats Units.